# Ла-Капель
Ла-Капель (фр. La Capelle) — коммуна на севере Франции, регион О-де-Франс, департамент Эна, округ Вервен, кантон Вервен. Расположена в 53 км к северо-востоку от Лана и 55 км к юго-востоку от Валансьена, в 19 км от границы с Бельгией. Через город проходит национальная автомагистраль N2.
Население (2018) — 1 782 человека.

## Достопримечательности
Церковь Святой Гримони 80-х годов XIX века в стиле эклектика. Архитектором церкви был знаменитый Шарль Гарнье, создатель знаменитой парижской Оперы.

## Демография
Динамика численности населения, чел.

## Экономика
Уровень безработицы (2017) — 20,0 % (Франция в целом — 13,4 %, департамент Эна — 17,8 %). 

Среднегодовой доход на 1 человека, евро (2018) — 17 930 (Франция в целом — 21 730, департамент Эна — 19 690).
В 2010 году среди 1142 человек трудоспособного возраста (15—64 лет) 787 были экономически активными, 355 — неактивными (показатель активности — 68,9 %, в 1999 году было 67,7 %). Из 787 активных жителей работали 634 человека (337 мужчин и 297 женщин), безработных было 153 (76 мужчин и 77 женщин). Среди 355 неактивных 93 человека были учениками или студентами, 124 — пенсионерами, 138 были неактивными по другим причинам.

## Администрация
Пост мэра Ла-Капеля с 2020 года занимает член партии Республиканцы Жоан Вери (Johann Wéry). На муниципальных выборах 2020 года возглавляемый им список победил в 1-м туре, получив 59,91 % голосов.
| Период | Период | Фамилия       | Партия                             | Примечания                                  |
| ------ | ------ | ------------- | ---------------------------------- | ------------------------------------------- |
| 1957   | 1997   | Луи Энбель    | Объединение в поддержку Республики | врач, член Генерального совета департамента |
| 1997   | 1999   | Мишель Фландр |                                    |                                             |
| 1999   | 2020   | Ги Мерес      | Разные правые Республиканцы        | государственный служащий                    |
| 2020   |        | Жоан Вери     |                                    |                                             |